# Bactriola circundata
Bactriola circundata är en skalbaggsart som beskrevs av Martins och Maria Helena M. Galileo 1992. Bactriola circundata ingår i släktet Bactriola och familjen långhorningar. Inga underarter finns listade.